# Navares
Navares es una pedanía del municipio de Caravaca de la Cruz en la Región de Murcia (España). Cuenta con 350 habitantes (2019).
- Datos: Q5692533